# Bartolo Longo
Blaženi Bartolo Longo (Latiano, 10. veljače 1841. – 5. listopada 1926.), talijanski dominikanac i blaženik Katoličke Crkve.

## Životopis
Rođen je 1841. u bogatoj obitelji u gradu Latijanu u južnoj Italiji. Iako je bio odgajan u katoličkoj obitelji, nakon smrti roditelja sve više se priklanja ateizmu. Do studija prava u Napulju, priključio se neopoganističkoj sekti, u kojoj je obnašao dužnost vrhovnog svećenika. Osim što je sudjelovao u sotonističkim obredima, postao je snažan protivnik Katoličke Crkve u javnosti.
Cijelo to vrijeme istodobno prolazi kroz psihičke krize koje obilježavaju teški napadi neuroze i depresije, paranoje i tjelesna oboljenja. Naposljetku je doživio živčani slom. Kasnije je izjavio kako je u sebi čuo glas svog preminulog oca koji mu je govorio „Vrati se Bogu”. Odlazi starom obiteljskom prijatelju koji ga nagovora da se odrekne sotone i vodi ga dominikanskom redovniku Albertu Radentu, koji ga ispovijeda i postaje njegov duhovnik.
Godine 1871. postaje dominikanski trećeredac i započinje promicati krunicu. Zajedno sa suprugom, groficom Marianom di Fusco, koju je oženio u međuvremenu, obnavlja crkvicu u Pompejima i potpomaže proslavu Gospe od Krunice u njoj. Ubrzo crkvica postaje hodočastilište, u kojem je nekoliko ljudi doživjelo i čudesna ozdravljenja. Nakon toga počinju radovi na većoj crkvi, koja je dovršena 1891. Godine 1906. blaženi Longo i njegova supruga poklanjaju svetište Svetoj Stolici.
Blaženikom je proglašen 26. listopada 1980., a tom prigodom ga je sv. Ivan Pavao II. opisao kao »apostola krunice«. Godine 2008. Benedikt XVI. posjetio je svetište u Pompejima, gdje je na misi, kojoj je nazočilo 50 000 ljudi, tadašnji papa blaženika usporedio sa sv. Pavlom, koji je također jedan dio svog života bio neprijatelj Crkve.